# Edsel Corsair
Edsel Corsair var en amerikansk bilmodell och bland de mer påkostade utförandena av bilmärket Edsel vilken Mercury-Edsel-Lincoln-divisionen producerade för Ford Motor Company i USA under de båda modellåren 1958 – 1959. Skillnaden i utförande och specifikationer mellan dessa båda årsmodeller skiljer så pass mycket att man kan tala om två olika generationer, vilka presenteras nedan.
Inför modellåret 1960 slopades namnet Corsair helt och ersattes istället med Edsel Ranger.

## Första generationen – 1958
1958 års Corsair var den näst mest påkostade modellen och baserades tillsammans med den lyxigaste modellen Edsel Citation på ett längre chassi som även användes på bilar av märket Mercury. Även karosstommen delades med Mercury Montclair. 
Corsair-modellerna hade i likhet med Citation en påkostad interiör samt extra rostfria detaljer, men saknade dennas guldanodiserade aluminiumpaneler på bakskärmarna. Precis som på sin systermodell kunde pressningen på bakskärmarna antingen dels lackeras i bilens kulör, dels i en avvikande kulör tillsammans med taket eller med tillvalet ”Tri-tone” vilket innebar att karossen, taket och pressningen på bakskärmarna var lackerade i tre sinsemellan olika kulörer.
Chassit var ett rambygge av traditionellt bakhjulsdrivet amerikanskt snitt. Hjulupphängningen bak var försedd med stel bakaxel och bladfjädring samt en individuell kulledsförsedd framvagn. Som drivkälla användes en bensindriven V8-motor på 410 kubiktum som var försedd med en fyrports Holleyförgasare. Kraftöverföringen sköttes av en trestegs automatisk växellåda som manövrerades med hjälp av tryckknappar placerade i rattcentrumet (”Teletouch”)
I USA skedde tillverkningen av de båda större modellerna Citation och Corsair vid de tre sammansättningsfabrikerna i Los Angeles, California och Somerville, Massachusetts samt Wayne, Michigan. Dessutom skedde tillverkning i Oakville, Ontario i Kanada och i Europa sattes bilar samman i Antwerpen i Belgien.
Totalt uppskattas 9 987 bilar av modellen Corsair ha tillverkats (varav 795 vid Kanadafabriken).
| Kod    | Karosstyp         | Antal |
| 57 A   | 4-d Hardtop Sedan | 6 355 |
| 63 A   | 2-d Hardtop Coupe | 3 632 |
| Totalt | Corsair           | 9 987 |
| ------ | ----------------- | ----- |

Endast någon enstaka 1958 Edsel Corsair såldes ny i Sverige. De fordon som idag rullar här är resultatet av import av begagnade bilar från mitten 1970-talet och framåt.

## Andra generationen – 1959
Sedan tillverkningen av lyxmodellen Citation lades ner redan sommaren 1958 övertog istället 1959 års Corsair positionen som den mest påkostade Edselmodellen (”top-of-the-line”) och baserades tillsammans med den enklare modellen Edsel Ranger på samma chassi som systermärket Ford. Även karossen och instrumentbrädan delades med dessa bilar. Det var endast genom motorutrustning, kromutsmyckning och inredningsdetaljer som bilarna skildes åt.
Det var en betydligt nedtonad Edsel Corsair som presenterades detta år. Den automatiska växellådan Teletouch som visat sig vara otillförlitlig, ersattes med en likvärdig som istället manövrerades på konventionellt sätt via växelspak. Bilens storlek krympte och den blev cirka 200 kg lättare. Motorstyrkan sjönk med mellan 12 och 35 % beroende på utrustning.
Bilen erbjöds med en V8-motor på 225 hk som standard och en dyrare på 303 hk som tillval. Växellådan var standard en 3-stegs automat, men som tillval fanns en billigare 2-stegs automat. Edsel erbjöd visserligen detta år ännu fler billigare växellåds- och motoralternativ, men dessa kunde inte fås just på modellen Corsair som ju ansågs vara märkets flaggskepp.
Med undantag för en handfull förseriebilar skedde i USA endast tillverkningen för samtliga bilar av märket Edsel vid sammansättningsfabriken i Louisville, Kentucky. Dessutom skedde ännu tillverkning i Oakville, i Kanada men i Europa hade den tidigare sammansättningen i Antwerpen i Belgien nu upphört.
Totalt uppskattas 9 318 bilar av modellen Corsair ha tillverkats (varav 665 vid fabriken i Kanada).
| Kod    | Karosstyp         | Antal |
| 57 B   | 4-d Hardtop Sedan | 1 812 |
| 58 B   | 4-d Sedan         | 3 695 |
| 63 B   | 2-d Hardtop Coupe | 2 468 |
| 76 E   | 2-d Convertible   | 1 343 |
| Totalt | Corsair           | 9 318 |
| ------ | ----------------- | ----- |

Endast någon enstaka Edsel Corsair av årsmodell 1959 torde ha blivit såld ny i Sverige.

## Övrigt
Sedan produktionen lagts ner har modellnamnet Corsair senare kommit att återanvändas i Storbritannien på modellen Ford Consul Corsair' (1963 – 1970).

## Bildgalleri

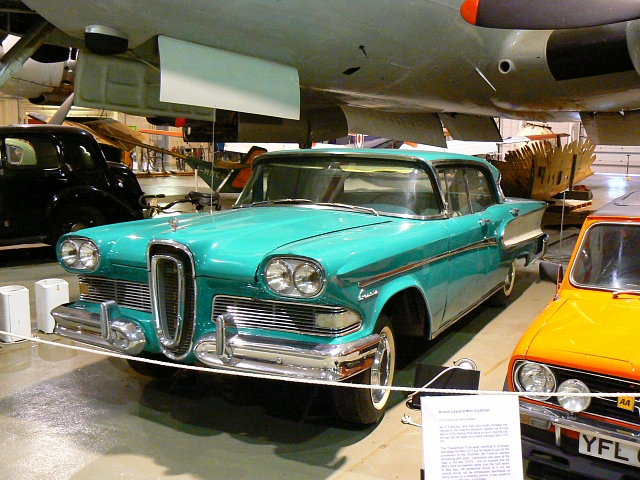
1958 Corsair 4-d Hardtop
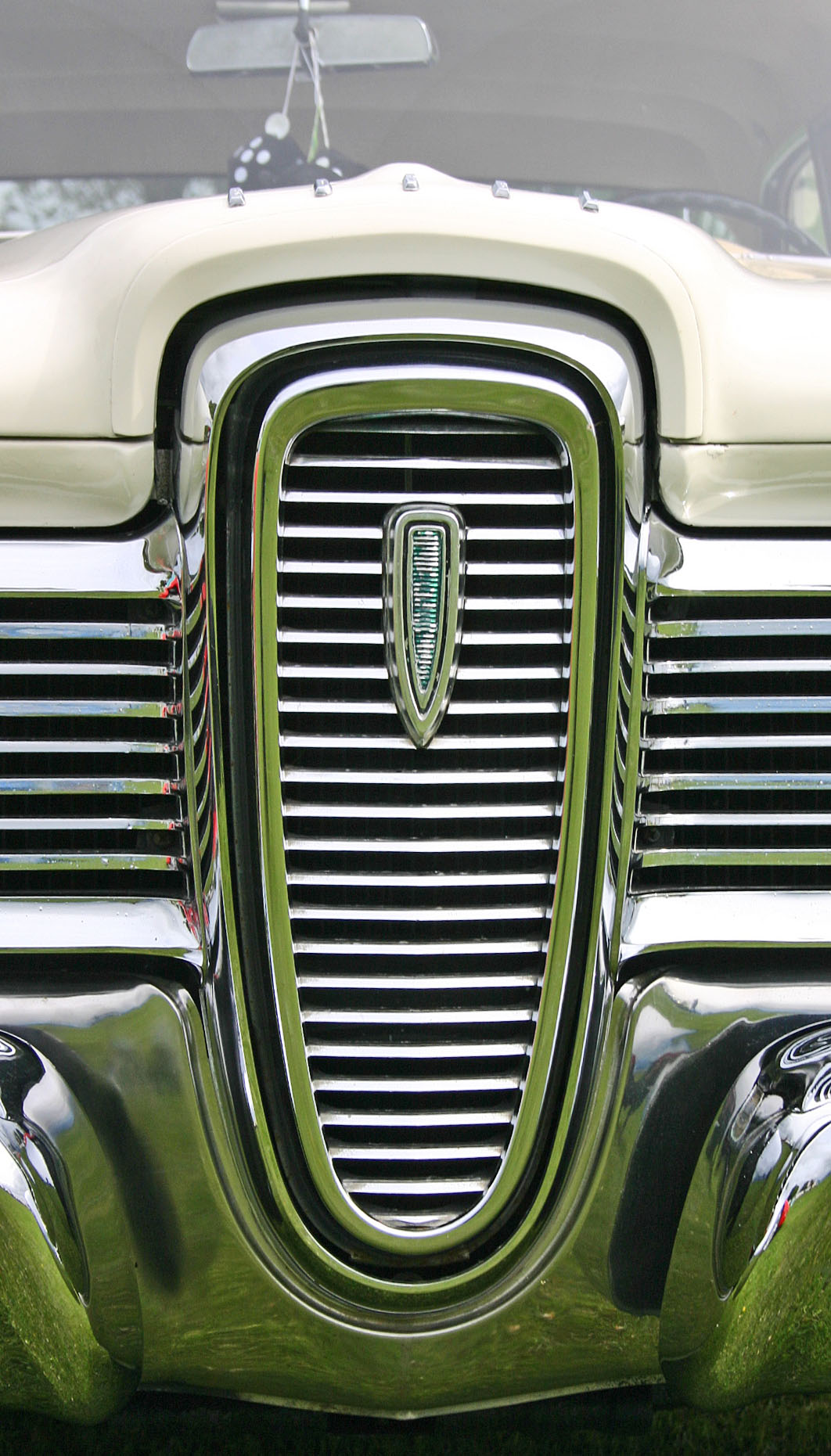
Den karaktäristika grillen på Edsel 1959
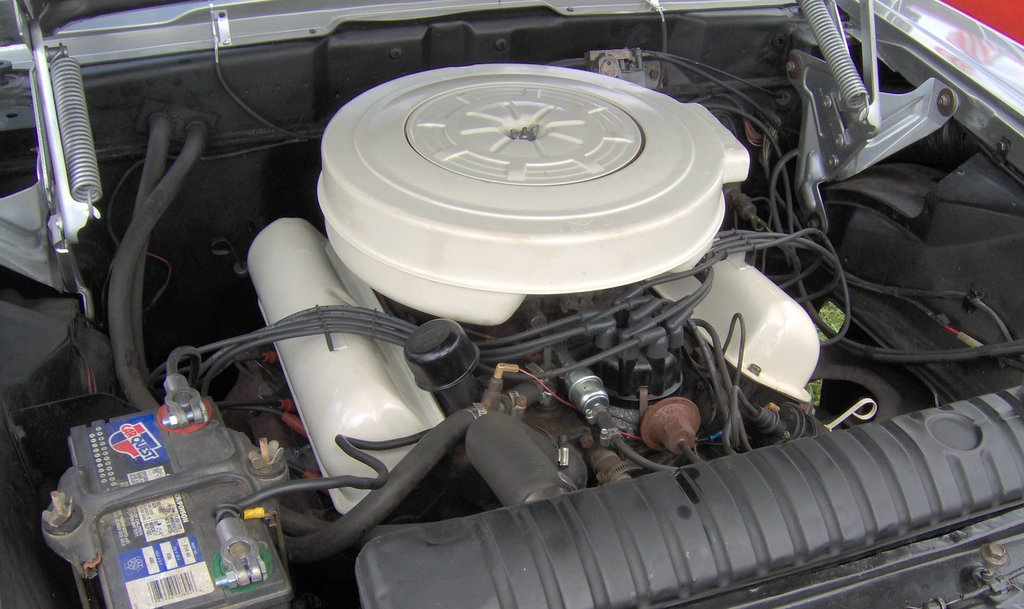
1959 Super Express V8
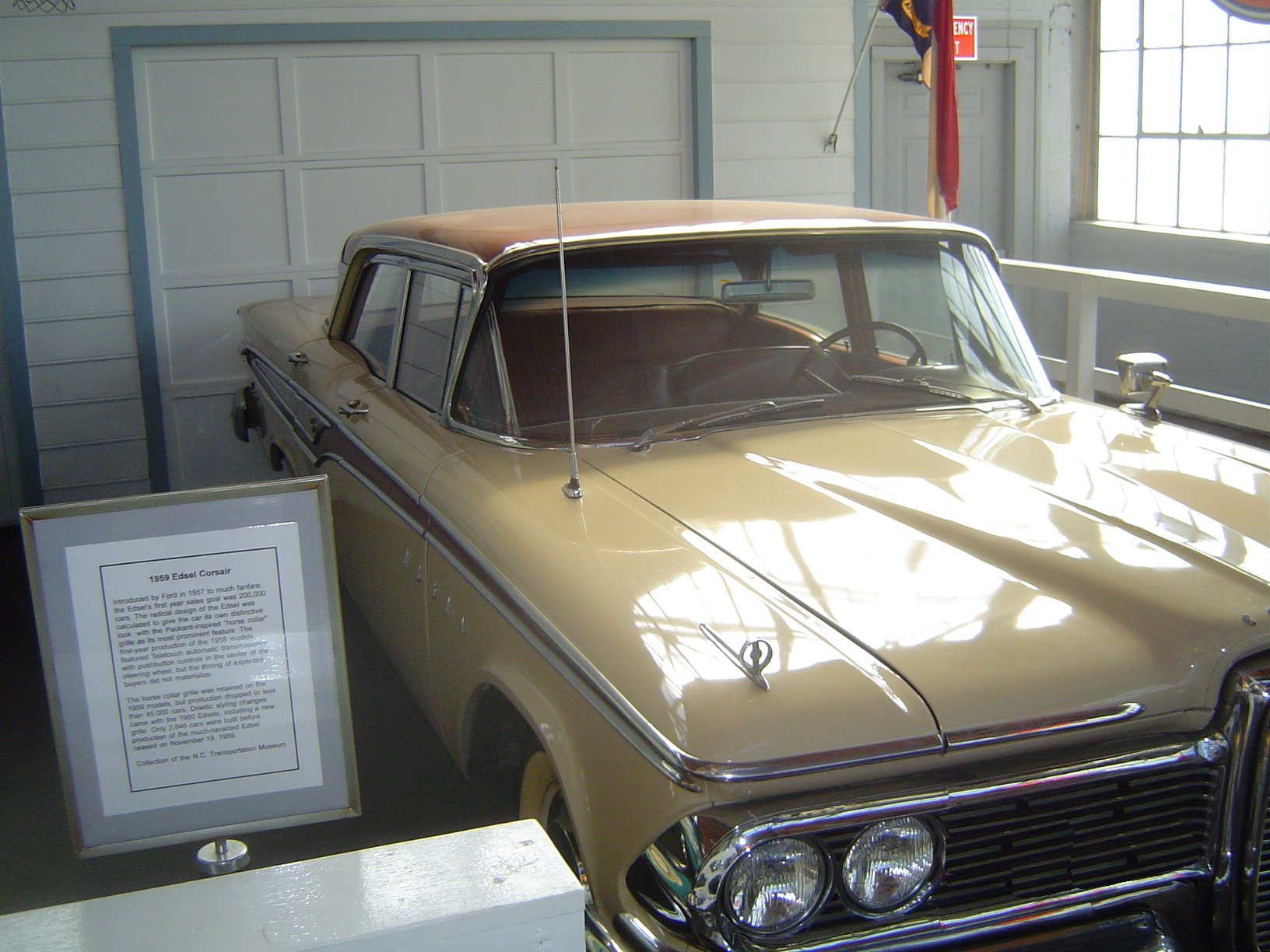
1959 Corsair 4-d Sedan
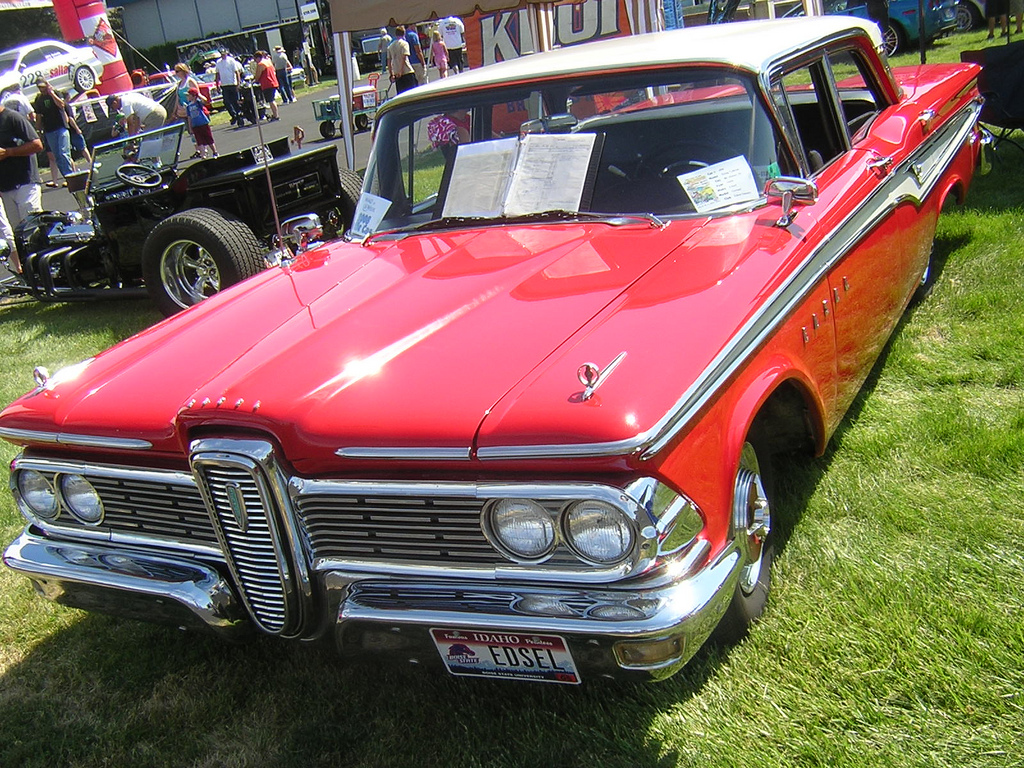
1959 Corsair 4-d Sedan
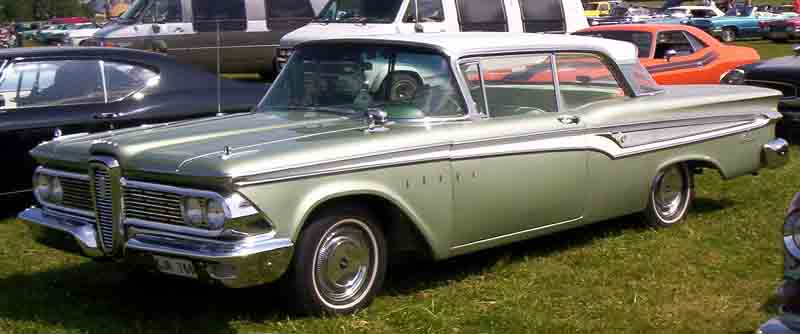
1959 Corsair 2-d Hardtop
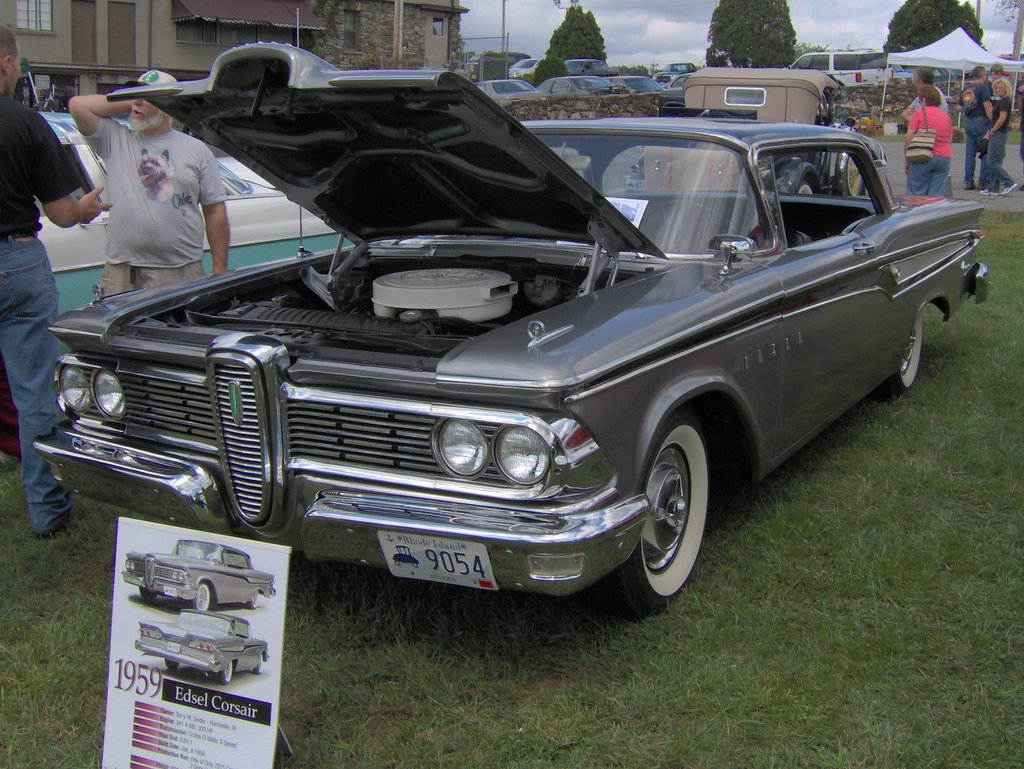
1959 Corsair 2-d Hardtop
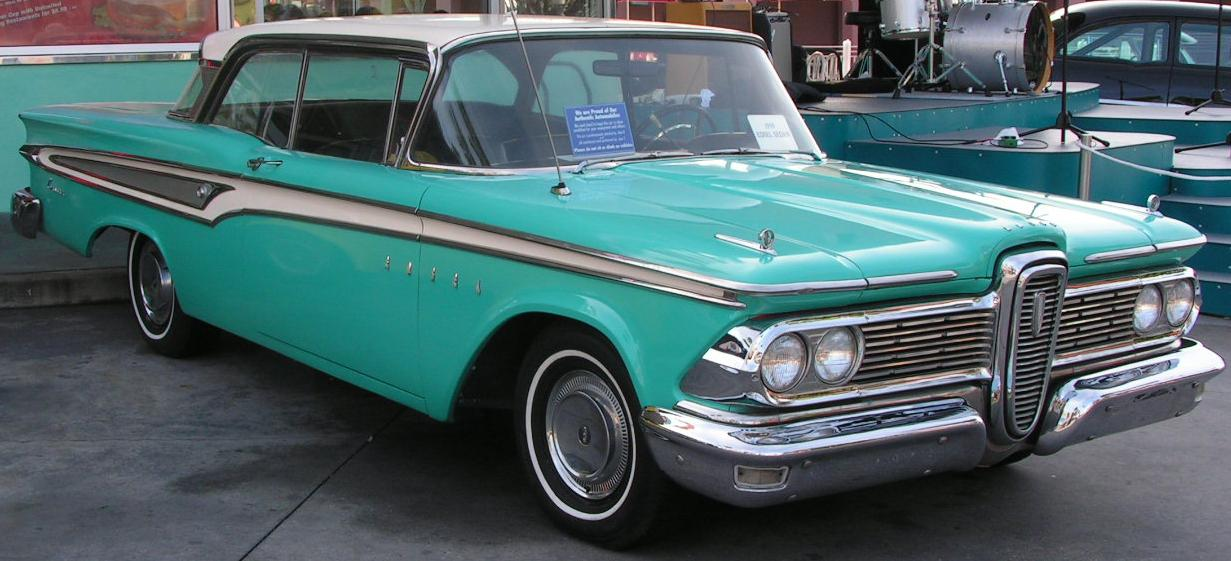
1959 Corsair 2-d Hardtop
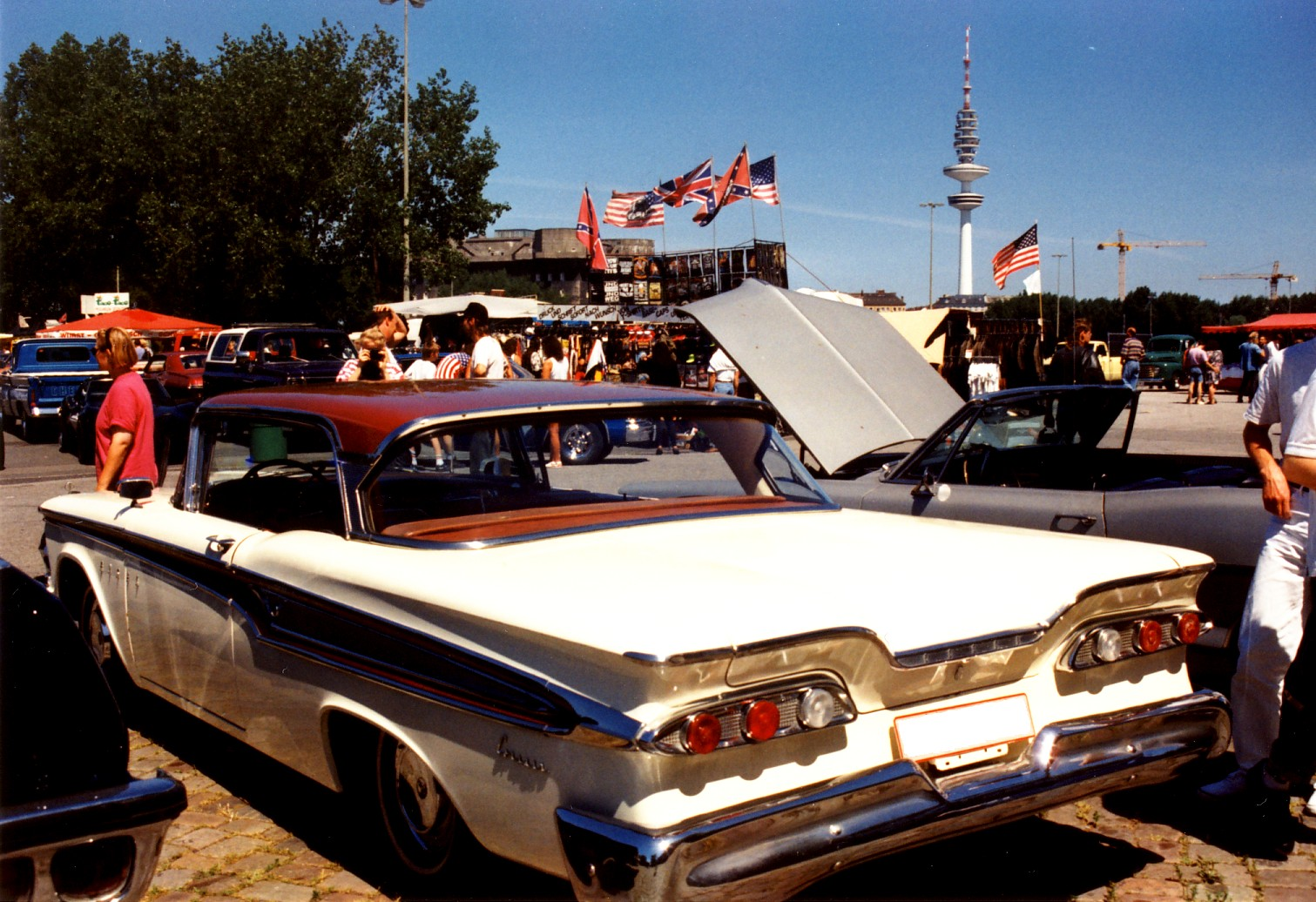
1959 Corsair 2-d Hardtop
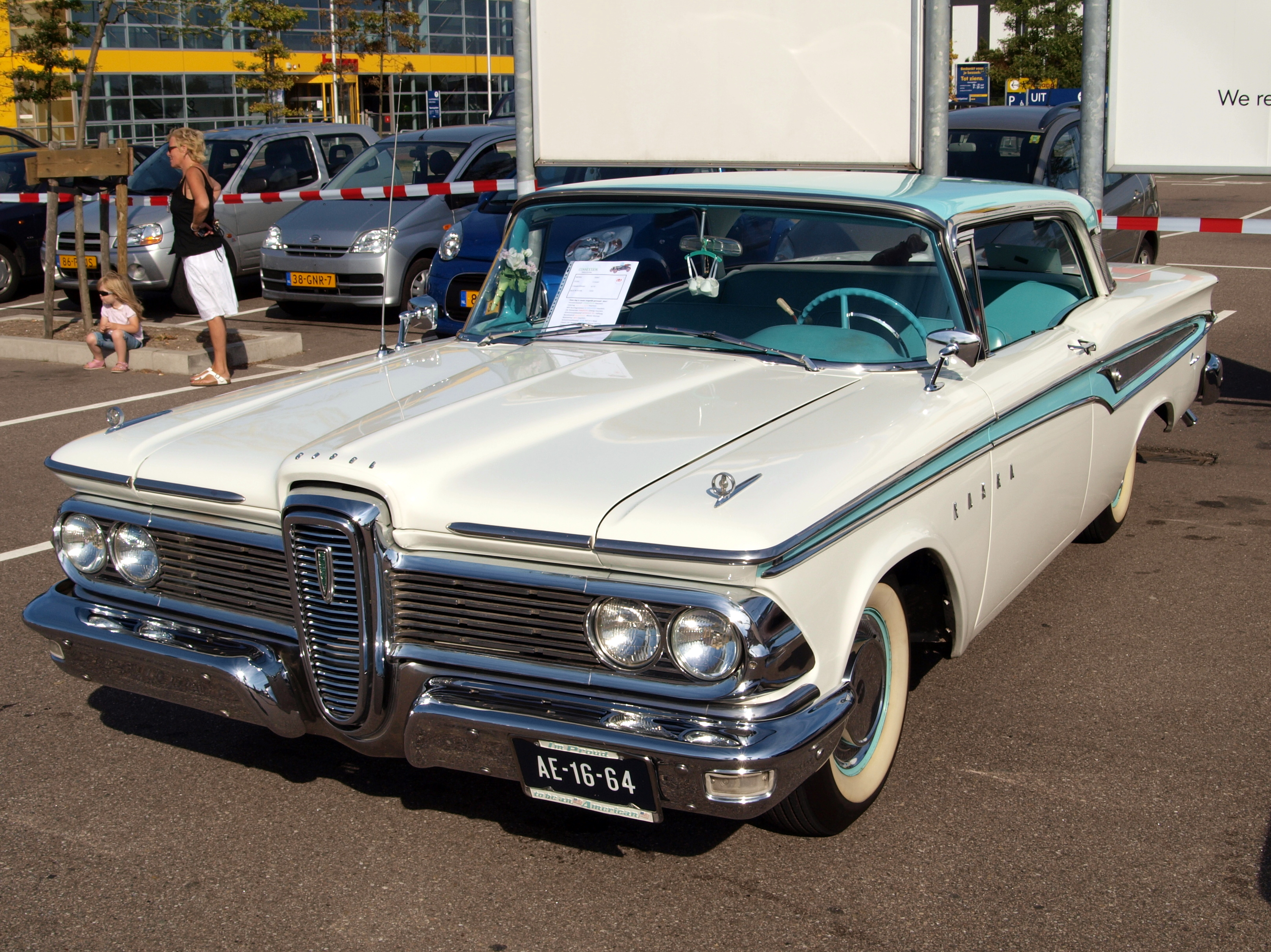
1959 Edsel Corsair 2-d Hardtop
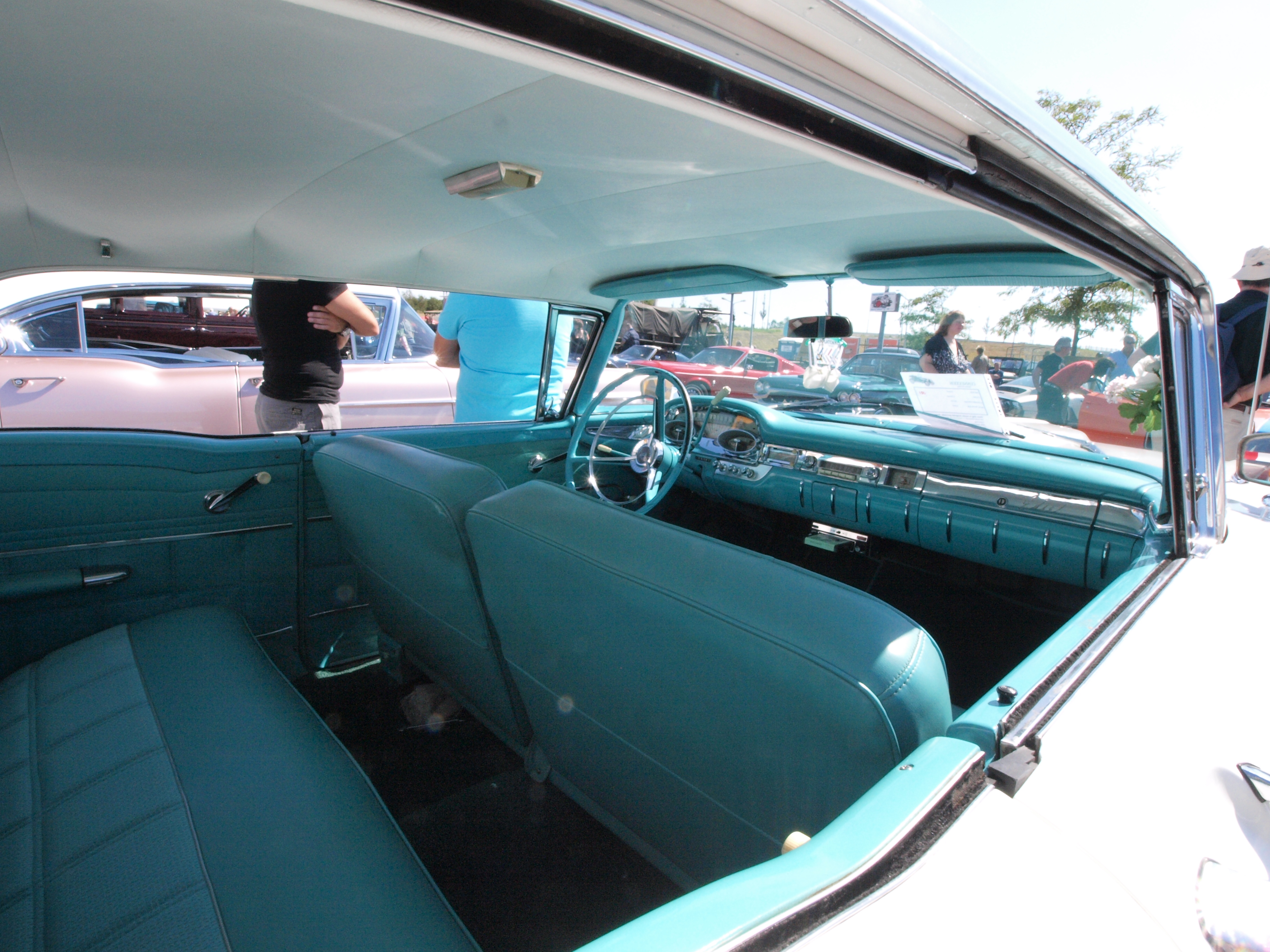
1959 Edsel Corsair 2-d Hardtop
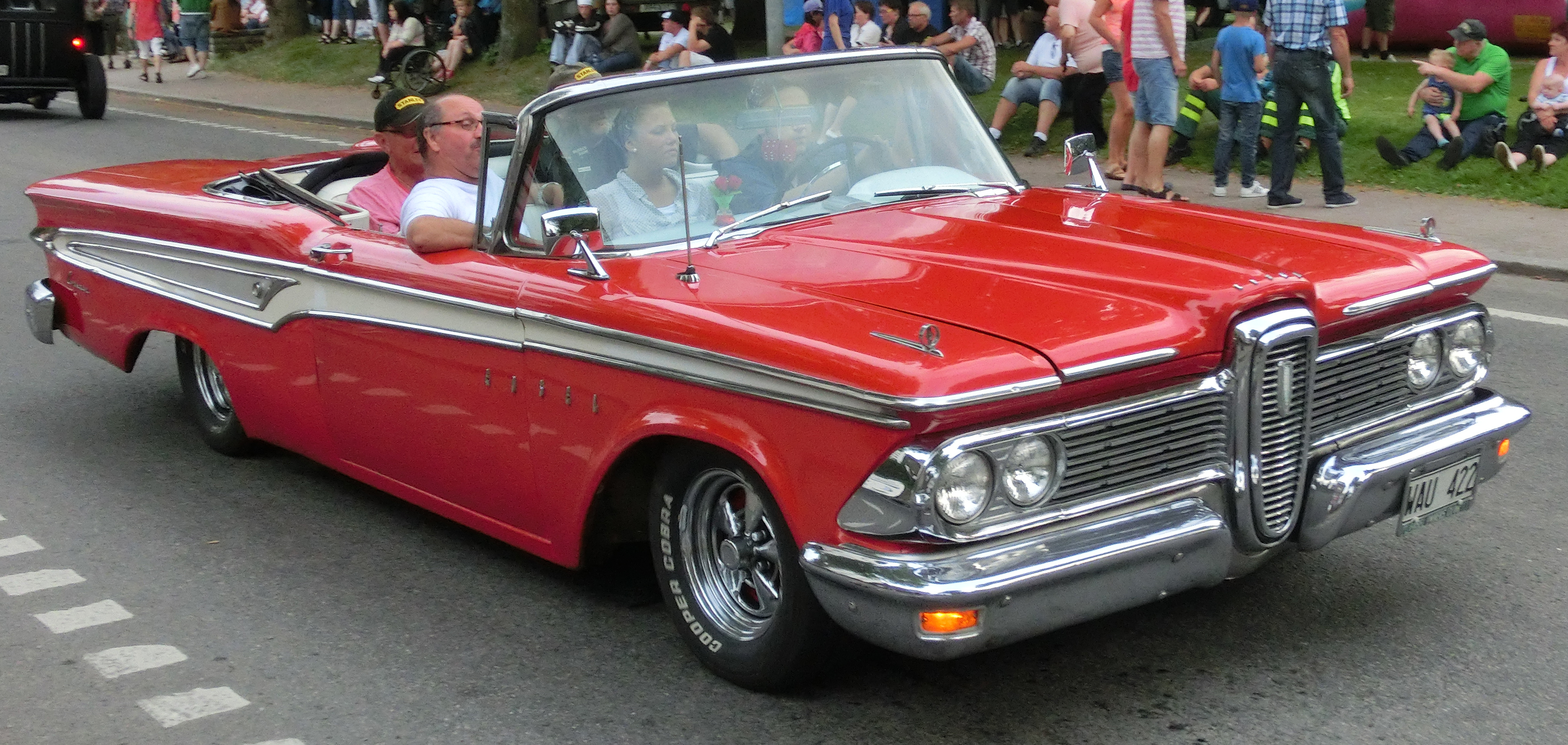
1959 Edsel Corsair Convertible